# Kissa Sins
Kissa Sins (Pasadena, 22 giugno 1987) è un'attrice pornografica statunitense.

## Biografia e carriera pornografica
Kissa Sins è nata a Pasadena, in California, ma a sei anni si è trasferita con la famiglia a Toronto (Canada), dove ha vissuto per dieci anni. Si è, inoltre, affermata come imprenditrice, dedicandosi principalmente il mondo dell'organizzazione di matrimoni.
È entrata nell'industria del porno dopo aver iniziato a frequentare l'attore Johnny Sins, che ha incontrato tramite Instagram. Ha, quindi, debuttato all'età di 28 anni, girando la sua prima scena per Brazzers insieme a Brando.
Insieme a Johnny Sins ha sviluppato un reality web show sulla sua vita e il suo aspetto più personale che in seguito ha lasciato il posto a una pagina web e una saga pornografica: Sins Life.
Nel 2018, ha vinto gli AVN Awards con il premio per la migliore scena di sesso lesbico, insieme a Katrina Jade, per I Am Katrina. Nello stesso anno ha registrato Corruption of Kissa Sins, un film in cui ha interpretato le sue prime scene di sesso anale, doppia penetrazione e sesso interrazziale. Sempre nel 2018 ha preso parte alla terza edizione di Brazzers House, un talent edito da Brazzers, dove non ha raggiunto le fasi finali. Nel 2019 ha vinto per il secondo anno consecutivo l'AVN per la miglior scena tra ragazze, questa volta insieme ad Abigail Mac, per Abigail.
Dal 2021 ha un contratto in esclusiva con Brazzers.

## Riconoscimenti
- AVN Award
  - 2017 – Web Queen (Fan Award)[11]
  - 2018 – Best Girl/Girl Sex Scene per I am Katrina con Katrina Jade[12]
  - 2019 – Best Girl/Girl Sex Scene per Abigail con Abigail Mac[13]
  - 2019 – Best Solo/Tease Performance per The Corruption of Kissa Sins[14]
  - 2019 – Best Threeway Sex Scene G/G/B per The Corruption of Kissa Sins con Angela White e Markus Dupree[15]

XBIZ Award
- 2019 – Performer Site Of The Year[16]